# NY's Finest
Albums de Pete Rock
Underground Classics
(2006) PeteStrumentals 2
(2015)
Singles
1. We Roll
Sortie : 2008

NY's Finest est le cinquième album studio de Pete Rock, sorti le 26 février 2008.
Comme son nom l'indique, l'album comprend des featurings de quelques-uns des rappeurs les plus respectés de New York, parmi lesquels Papoose, Redman, D-Block, Jim Jones, Raekwon et Masta Killa. Slum Village a participé à la chanson Gangsta Boogie qui n'a pas été retenue, probablement car le groupe est originaire de Détroit et non de New York. Cependant, Little Brother, originaire de Caroline du Nord, est présent sur le titre Bring Y'all Back. Pete Rock rappe lui-même sur sept morceaux.
La pochette du disque est un hommage à celle de Hell de James Brown.
Une version instrumentale de l'album a également été publiée, incluant deux titres supplémentaires, When I Need It et It's So G.
La chanson Best Believe fait partie de la bande originale du film Les Grands Frères.
L'album s'est classé 42e au Top R&B/Hip-Hop Albums et 193e au Billboard 200.

## Liste des titres
Tous les titres sont produits par Pete Rock, sauf mention contraire.
| No  | Titre                                                    | Contient un (des) sample(s) de                                                                                  | Durée |
| --- | -------------------------------------------------------- | --- | ----- |
| 1.  | Pete Intro                                               | | 0:52  |
| 2.  | We Roll (featuring Jim Jones et Max B)                   | You Don't Have to Change de Kool & the Gang                                                                     | 4:09  |
| 3.  | Till I Retire                                            | Theme from The Fox de Don Randi King of Rock de Run–D.M.C.                                                      | 4:16  |
| 4.  | 914 (featuring Sheek Louch et Styles P)                  | UFO d'ESG It's a New Day des Skull Snaps Superstition de Stevie Wonder                                          | 4:22  |
| 5.  | Questions (featuring Royal Flush)                        | | 2:27  |
| 6.  | Best Believe (featuring LD et Redman)                    | Preacher Man des Impressions King of Rock de Run–D.M.C.                                                         | 4:38  |
| 7.  | Ready Fe War (featuring Chip Fu et Renee Neufville)      | Pass the Dutchie de Musical Youth World-A-Music d'Ini Kamoze                                                    | 5:55  |
| 8.  | Don't Be Mad (Produit par DJ Green Lantern)              | Funky Drummer de James Brown It Ain't Hard to Tell de Nas Kool Is Back de Funk, Inc. There It Is de James Brown | 4:01  |
| 9.  | Bring Yall Back (featuring Joe Scudda et Little Brother) | | 3:56  |
| 10. | The Best Secret (featuring The Lords of the Underground) | Jump to It d'Aretha Franklin                                                                                    | 4:37  |
| 11. | That's What I Am Talking About (featuring Rell)          | Music, Harmony and Rhythm des Brooklyn Dreams                                                                   | 4:54  |
| 12. | The PJ's (featuring Masta Killa et Raekwon)              | Dune Part II: Sandworms de David Matthews It's Your Rock de Fantasy Three S.U.S. de Placebo                     | 4:44  |
| 13. | Made Man (featuring Tarrey Torae)                        | Take the Time to Tell Her de Jerry Butler                                                                       | 4:23  |
| 14. | Let's Go (featuring Doo Wop)                             | Hospital Prelude of Love Theme de Willie Hutch                                                                  | 2:06  |
| 15. | Comprehend (featuring Papoose)                           | I'm Not in Love de 10cc Rock Box de Run–D.M.C.                                                                  | 3:27  |

| 16. | When I Need It | | 3:11 |
| 17. | It's So G      | Ain't No Sunshine des Cornelius Brothers & Sister Rose (Don't Worry) if There's a Hell Below, We're All Going to Go de Curtis Mayfield | 4:32 |

| 16. | It's So G (featuring Roc Marciano) | 4:32 |
| 17. | It's So G (Instrumental)           | 4:32 |